# First Solar
First Solar é o maior fabricante mundial de módulos solares fotovoltaicos (FV). As suas unidades de produção estão situadas nos Estados Unidos, na Malásia, na Alemanha e no Paquistão, estimando-se que em 2009 a sua capacidade de produção supere 1 Gigawatt (GW).
A companhia foi fundada em 1990 pelo inventor Harold McMaster, com o nome de Solar Cells, Inc. e  Florida Corporation em 1993 com JD Polk.
Em 1999 foi comprada pela True North Partners, um ramo de investimentos da família Walton, proprietários da mega-rede Wal-Mart (e cujos membros integram 3 das 10 posições entre as pessoas mais ricas do mundo). Assim, John T. Walton entrou para o Conselho de Administração da nova empresa, e Mike Ahearn da True North tornou-se o CEO da re-batizada First Solar.
A companhia iniciou oferta pública de ações em 2006, sendo então negociada no NASDAQ. Seu atual chefe-executivo é James Hughes, que sucedeu o CEO interino Mike Ahearn em 3 de maio 2012.
A First Solar situa-s em Tempe, no estado norte-americano do Arizona. Em 2010, First Solar foi considerada a segunda maior fabricante mundial de módulos FV, e a 6a no ranking das 50 companhias mais inovadoras pela Fast Company.[7] Em 2011, foi a primeira colocada na lista das 25 companhias de tecnologia com mais rápido crescimento pela Forbes. A companhia foi listada como a número 1 nos rankings de 2012 e 2013 de construtores solares pela revista Solar Power World.

## Desempenho no mercado
Enquanto a First Solar testemunhou vendas recordes acima de 3,37 bilhões de dólares em 2012, seus esforços de reestruturação impactaram a linha de base, levando a uma perda líquida de U$ 96,3 milhões – ou $1.11 por ação – no ano.
Historicamente, o baixo custo dos módulos da First Solar tem sido a chave para o desempenho do mercado. O uso de telureto de cádmio em vez de silício permitiu alcançar um módulo a custo significativamente inferior (U$ 0,67 por watt), em comparação com o módulo FV de silício cristalino, que custava em média U$ 1,85  por watt em 2010.
Como a empresa vem mudando seu foco de vendas de módulos individuais para projetos de larga escala, ela  vai precisar de preços competitivos com as tradicionais fontes de energia não-solares, um movimento que seus executivos dizem que vai exigir da empresa redução de custos de produção e otimização da eficiência.
Em 2015, eles esperam reduzir ainda mais o custo por watt, e fabricar módulos solares entre 52 e 54 centavos. O maior condutor da redução dos custos será melhorar a eficiência.

## Boicotando a Energia Solar?
Um novo estudo realizado pelo Instituto de Autossuficiência Local (Local Self-Reliance:ILSR) considera que os Waltons estão financiando quase duas dezenas de grupos “anti-solares” - como o Conselho Americano Legislativa Exchange (ALEC), American Enterprise Institute (AEI) e Americanos para a Prosperidade , que estão travando lutas estaduais e nacionais para reverter as políticas de energia limpa - enquanto uma empresa de energia de propriedade dos Walton está pressionando por normas que impedem o crescimento do uso de tetos solares caseiros.  Este uso tem sido citado como uma grande oportunidade para acelerar a transição para a energia renovável, poupar dinheiro para a casa própria, e criar dezenas de milhares de novos postos de trabalho, mas, conforme o relatório detalha, as intervenções e os gastos The Waltons "são uma ameaça muito real para esse futuro”.
No ano passado, o ILSR constatou que desde que a Walmart lançou sua campanha ambiental, em 2005, as emissões de gases de efeito estufa, pelo relatório da própria empresa, cresceram 14 por cento. Em vez de investir em esforços para reduzir a poluição de carbono, o Walmart continua a apoiar os legisladores que negam o aquecimento global. O relatório do ILSR de 2013 descobriu que tanto doações políticas da família Walton como do grupo Walmart favorecem fortemente os parlamentares que votaram para manter os subsídios para empresas de petróleo e impedir a regulação as emissões de gases de efeito estufa.
Em junho de 2013, a First Solar dos Walton estremeceu a indústria solar, quando o seu CEO, James Hughes, publicou um artigo de opinião no Arizona Republic endossando uma proposta da empresa de concessão energética estatal para impor uma nova taxa sobre as moradias familiares com teto de energia solar . Variando de cerca de US$ 50 a US$ 100 por mês, a taxa proposta seria grande o suficiente para acabar de uma vez com a viabilidade econômica do uso doméstico de energia por teto solar, detendo a propagação do uso de tetos solares residenciais no Arizona. Como o resto do setor de energia solar cerrou fileiras e juntou-se com grupos ambientais e de consumidores em oposição ao plano, a First Solar apoiou a empresa enérgica concessionária do governo, insistindo que era o certo para maximizar sua posição financeira. Bryan Miller, vice-presidente da SunRun e presidente da Aliança para a Escolha Solar, resumiu as ações da First Solar: "Nenhuma empresa solar advogou publicamente contra a energia solar antes da First Solar."